# Tamara Buciuceanu
Tamara Buciuceanu (Tighina, 1929. augusztus 10. – Bukarest, 2019. október 15.) román színésznő.

## Filmjei
- Egy házasság története (Omul de lînga tine) (1962)
- Titanic vals (1964)
- Ma-ma (1976)
- Ultimele zile ale verii (1976)
- Domnișoara Nastasia (1976, tv-film)
- Premiera (1976)
- Serenadă pentru etajul XII (1976)
- Vis de ianuarie (1978)
- Melodii, melodii (1978)
- A Föld átka, a szerelem átka (Ion: Blestemul pământului, blestemul iubirii) (1979)
- Cântec pentru fiul meu (1980)
- Alo, aterizează străbunica!... (1981)
- Grăbește-te încet (1981)
- Înghițitorul de săbii (1981)
- Zsarolás (Șantaj) (1981)
- Prea tineri pentru riduri (1982)
- Miért húzzák a harangokat? (De ce trag clopotele, Mitică?) (1982)
- Sfantul Mitica Blajinu (1982, tv-film)
- Chirița în provincie (1982, tv-film)
- Vidám sirató (Bocet vesel) (1984)
- Szerelmi vallomás (Declarație de dragoste) (1985)
- Liceenii (1986)
- Cuibul de viespi (1987)
- Primăvara bobocilor (1987)
- Punct și de la capăt (1987)
- Extemporal la dirigenție (1987)
- Dimineața pierdută (1990, tv-film)
- Liceenii Rock'n'Roll (1992)
- Liceenii în alertă (1993)
- Paradisul în direct (1994)
- Sexy Harem Ada-Kaleh (2001)
- Agenția matrimonială (2005, tv-sorozat)
- Nunta muta (2008)
- Mindenki a mennybe megy (Toata lumea din familia noastra) (2012)